# Георгі Христов
Георгі Георгієв Христов (болг. Георги Георгиев Христов; нар. 10 січня 1985, Пловдив, Болгарія) — болгарський футболіст, виступав на позиції нападника.

## Клубна кар'єра

### «Мариця» (Пловдив)
Народився в Пловдиві. Деякий час родина проживала на батьківщині матері в Велинграді, але згодом повернулася до Пловдива. Саме у велинградському «Атлетику» й робив перші кроки у футболі. Вихованець молодіжної академії «Мариця» (Пловдив), за дорослу команду якої дебютував у сезоні 2002/03 років. Виступав у «Мариці» до 2007 року. У сезоні 2005/06 років з 18-ма голами став найкращим бомбардиром Професіональної футбольної групи «Б». У вище вказаному сезоні також визнаний найкращим футболістом Професіональної футбольної групи «Б».

### «Ботев» (Пловдив)
Влітку 2007 року підписав контракт з «Ботевом». У своєму дебютному сезоні в Професіональній футбольній групі «А» з 19-ма голами став найкращим бомбардиром чемпіонату та став найкращим футболістом вищого дивізіону чемпіонату Болгарії. 4 липня 2008 року став вільним агентом.

### «Левські» (Софія)
З 23 червня 2008 року тренувався разом з «Левські» (Софія). Згодом підписав контракт з «синіми». Дебютував за нову команду в товариському матчі проти «Спартака» (Плевен), в якому також відзначився голом. В одному з поєдинків у футболці «Левські» відзначився хет-триком у поєдинку проти свого колишнього клубу, «Ботева». 13 серпня 2008 року заробив пенальті на користь столичного болгарського клубу в першому матчі раунду плей-оф Ліги чемпіонів проти борисовського БАТЕ, але гравець «Левські» не зміг його реалізувати, а «сині» програли матч з рахунком 0:1. 26 квітня 2009 року відзначився чотирма голами у воротах «Беласиці» (Петрич). Георгі відзначився голами на 56-й, 63-й, 65-й та 86-й хвилині матчу, який завершився на користь гостей, «Левські» (7:1). 9 травня 2009 року відзначився першим голом у Споконвічному дербі проти ЦСКА. Матч завершився з рахунком 2:0 на користь «Левські». У 2009 році допоміг команді стати чемпіоном Болгарії.
15 липня 2009 року Христов відкрив лік своїм забитим м'ячам за «Левські» у новому сезоні 2009/10 років. Це сталося в переможному (4:0) домашньому поєдинку 2-го кваліфікаційного раунду Ліги чемпіонів проти «Сан-Жулії». 5 серпня 2009 року також забив у ворота «Баку», встановивши остаточний рахунок 2:0 на користь команди з Софії. У раунді плей-оф «Левські» з загальним рахунком 1:4 поступився «Дебрецену», але команда продовжила шлях у Лізі Європи. 8 січня 2009 року головний тренер команди Георгій Іванов повідомив, що передав свою ігрову форму з 9-им номером на футболці Христову.

### «Вісла» (Краків)
26 лютого 2010 року краківська «Вісла» орендувала в «Левські» болгарського нападника. Провів з командою одне тренування, після чого дебютував за краківський клуб у поєдинку Екстракляси проти ГКС (Белхатув), в якому замінив травмованого Павела Брожека. Загалом у футболці польського колективу провів 4 поєдинки. 7 червня 2010 року, незважаючи на початкові плани орендувати Георгі до грудня 2010 року, польський клуб офіційно оголосив про дострокове припинення орендного договору з Христовим.

### Повернення до Болгарії

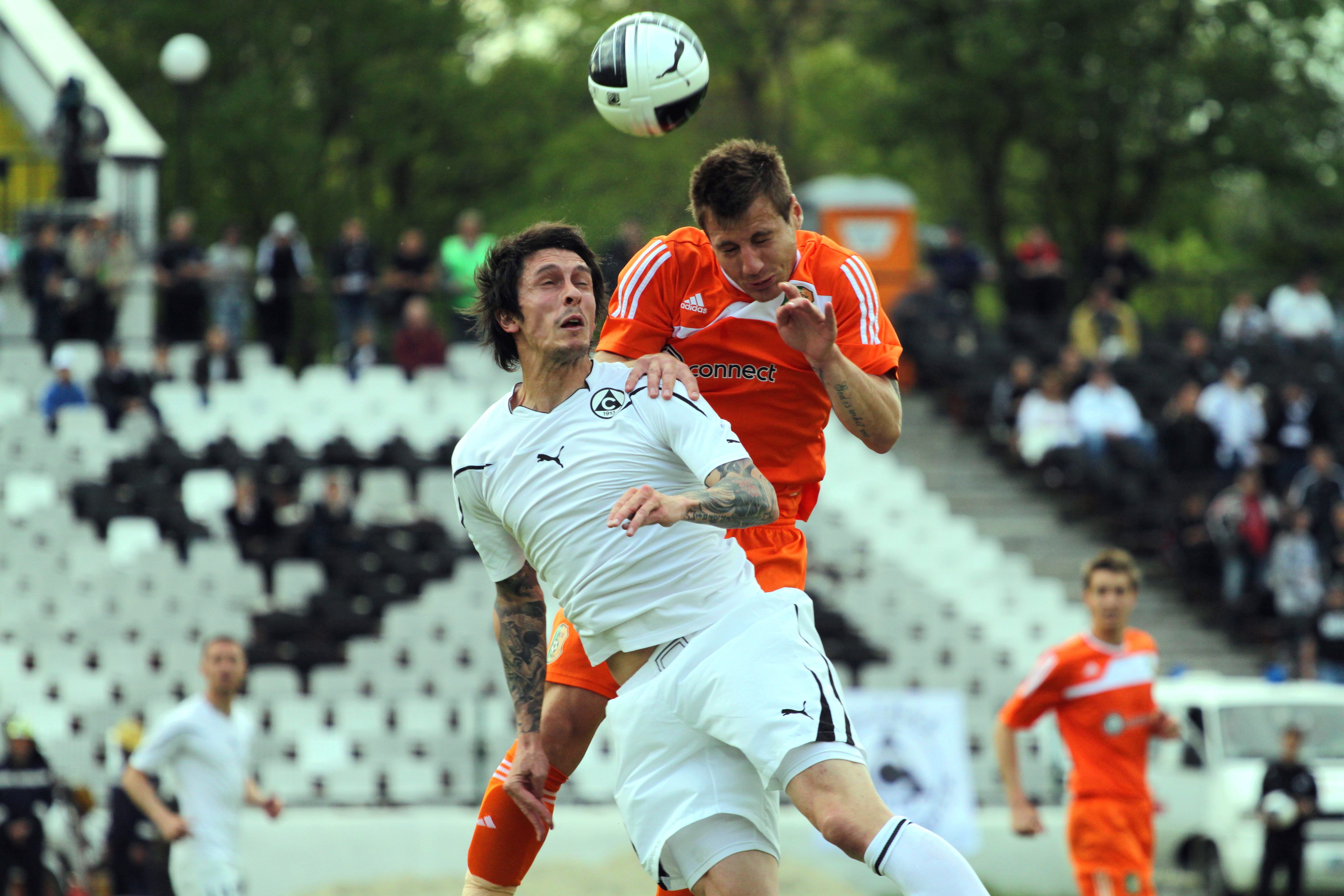
Георгі Христов під час матчу «Славії» проти «Литекса»

31 серпня 2010 року перейшов до «Славії» (Софія). Дебютував за столичний клуб 3 вересня 2010 року в переможному (4:1) поєдинку проти «Доростола» (Сілістра), в якому також відзначився 2-ма голами. 19 лютого 2011 року в переможному (2:0) поєдинку проти «Доростола» також відзначився голом. На турнірі в Пірі відзначився голом в нічийному (2:2) матчі проти «Локомотива» (Пловдив). Восени 2011 року виступав в ізраїльському клубі «Ашдод». У січні 2012 року, після невдалої спроби перейти в оренду до «Бейтара» (Єрусалим), повернувся в «Славію». У серпні 2012 року перейшов в інший клуб ПФГ «А» «Локомотив» (Софія). У лютому 2013 року відправився на перегляд до «Філадельфії Юніон» з Major League Soccer.

### «Тампа-Бей Раудіз»

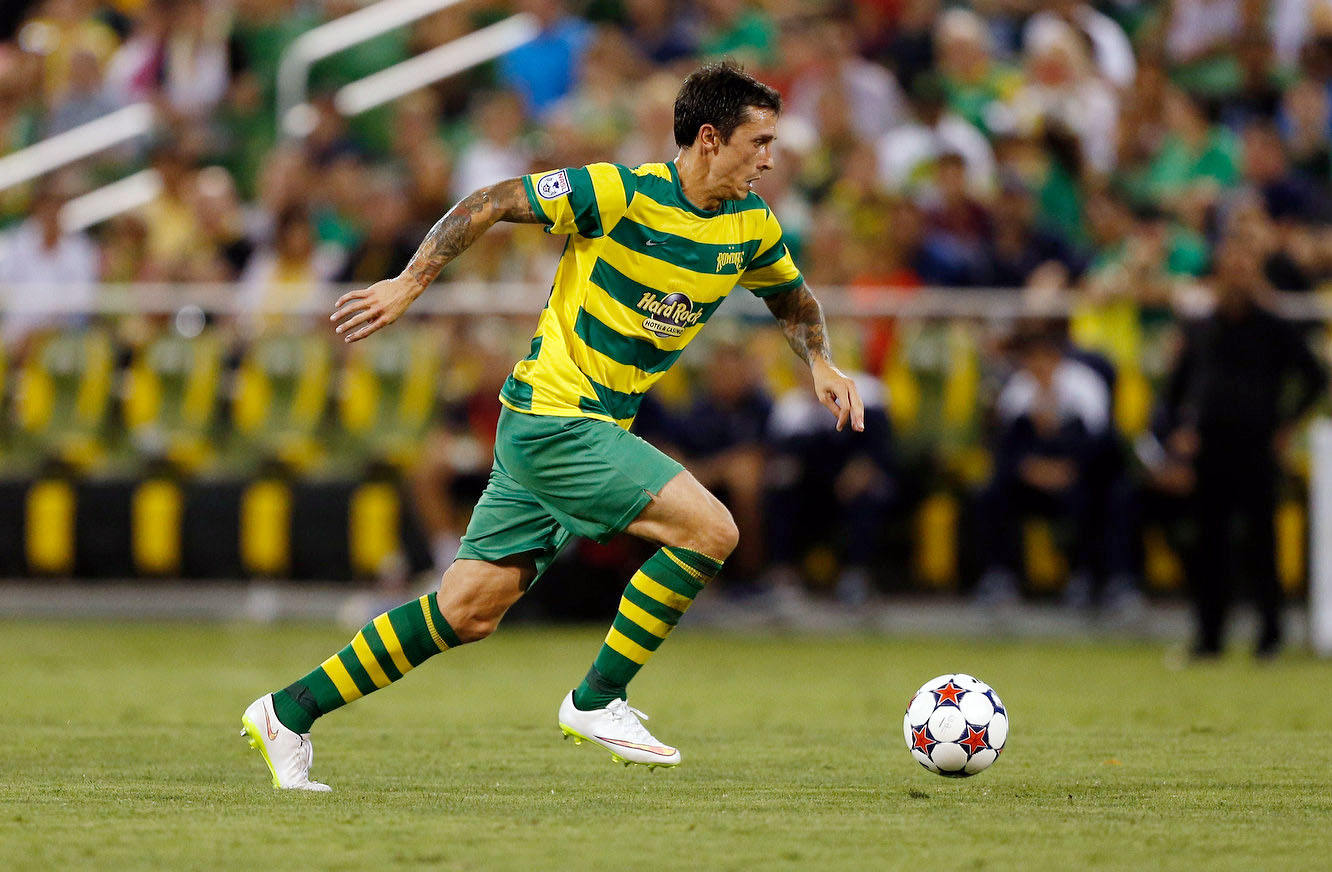
Георгі Христов у футболці «Тампа-Бей Раудіз» (2015)

8 березня 2013 року «Тампа-Бей Раудіз» з Північноамериканської футбольної ліги оголосив, що уклав дворічну угоду з Георгі Христовим. При цьому рішення про перебування болгарина в клубі на другий рік угоди залежало від побажання самого клубу. Дебютним голом за «Раудіз» відзначився в переможному (2:0) поєдинку проти «Сан-Антоніо Скорпіонз». У своєму дебютному сезоні в США зіграв 22 матчі, в яких відзначився 12-ма голами (став найкращим бомбардиром клубу). Також відзначився 8-ма результативним передачами.
4 липня 2018 року відзначився 58-им голом у футболці «Раудіз», завдяки чому став найкращим в історії бомбардиром клубу.

## Кар'єра в збірній
У серпні 2008 року отримав єдиний виклик до табору національної збірної Болгарії на товариський матч проти Боснії і Герцеговини, але просидів всі 90 хвилин на лаві запасних.

## Особисте життя
Георгі — завзятий шанувальник рок-музики, своїм улюбленим гуртом назвав американських треш-металістів з Metallica. Старший брат Христо — гітарист рок-гурту P.I.F.

## Статистика виступів

### Клубна
Станом на 22 травня 2018)
| Клуб                      | Сезон   | Ліга        | Національний чемпіонат | Національний чемпіонат | Національний кубок | Національний кубок | Єврокубки | Єврокубки | Плей-оф | Плей-оф | Загалом | Загалом |
| Клуб                      | Сезон   | Ліга        | Матчі                  | Голи                   | Матчі              | Голи               | Матчі     | Голи      | Матчі   | Голи    | Матчі   | Голи    |
| ------------------------- | ------- | ----------- | ---------------------- | ---------------------- | ------------------ | ------------------ | --------- | --------- | ------- | ------- | ------- | ------- |
| «Мариця» (Пловдив)        | 2002–03 | ПФГ «В»     | 17                     | 4                      | –                  | –                  | –         | –         | –       | –       | 17      | 4       |
| «Мариця» (Пловдив)        | 2003–04 | ПФГ «В»     | 21                     | 7                      | –                  | –                  | –         | –         | –       | –       | 21      | 7       |
| «Мариця» (Пловдив)        | 2004–05 | ПФГ «В»     | 26                     | 10                     | –                  | –                  | –         | –         | –       | –       | 26      | 10      |
| «Мариця» (Пловдив)        | 2005–06 | ПФГ «Б»     | 24                     | 18                     | 1                  | 0                  | –         | –         | 1       | 1       | 26      | 19      |
| «Мариця» (Пловдив)        | 2006–07 | ПФГ «Б»     | 23                     | 12                     | 2                  | 2                  | –         | –         | –       | –       | 25      | 14      |
| «Мариця» (Пловдив)        | Загалом | Загалом     | 111                    | 51                     | 3                  | 2                  | –         | –         | 1       | 1       | 115     | 54      |
| «Ботев» (Пловдив)         | 2007–08 | Група «А»   | 30                     | 19                     | 4                  | 3                  | –         | –         | –       | –       | 34      | 22      |
| «Ботев» (Пловдив)         | Загалом | Загалом     | 30                     | 19                     | 4                  | 3                  | -         | -         | 0       | 0       | 34      | 22      |
| «Левські» (Софія)         | 2008–09 | Група «А»   | 25                     | 11                     | 3                  | 0                  | 3         | 0         | –       | –       | 31      | 11      |
| «Левські» (Софія)         | 2009–10 | Група «А»   | 12                     | 1                      | 3                  | 1                  | 10        | 3         | –       | –       | 25      | 5       |
| «Вісла» (Краків) (оренда) | 2009–10 | Екстракляса | 3                      | 0                      | 2                  | 0                  | –         | –         | –       | –       | 5       | 0       |
| «Левські» (Софія)         | 2010–11 | Група «А»   | 1                      | 0                      | –                  | –                  | 0         | 0         | –       | –       | 1       | 0       |
| «Левські» (Софія)         | Загалом | Загалом     | 38                     | 12                     | 6                  | 1                  | 13        | 3         | –       | –       | 57      | 16      |
| «Славія» (Софія)          | 2010–11 | Група «А»   | 23                     | 4                      | 5                  | 0                  | –         | –         | –       | –       | 28      | 4       |
| «Славія» (Софія)          | 2011–12 | Група «А»   | 7                      | 0                      | –                  | –                  | –         | –         | –       | –       | 7       | 0       |
| «Славія» (Софія)          | Загалом | Загалом     | 30                     | 4                      | 5                  | 0                  | –         | –         | –       | –       | 35      | 4       |
| «Локомотив» (Софія)       | 2012–13 | Група «А»   | 13                     | 2                      | 3                  | 1                  | –         | –         | –       | –       | 16      | 3       |
| «Тампа-Бей Раудіз»        | 2013    | NASL        | 22                     | 12                     | 2                  | 3                  | -         | -         | -       | -       | 24      | 15      |
| «Тампа-Бей Раудіз»        | 2014    | NASL        | 25                     | 9                      | –                  | –                  | –         | –         | –       | –       | 25      | 9       |
| «Тампа-Бей Раудіз»        | 2015    | NASL        | 28                     | 2                      | 1                  | 0                  | –         | –         | –       | –       | 29      | 2       |
| «Тампа-Бей Раудіз»        | 2016    | NASL        | 31                     | 11                     | 2                  | 1                  | –         | –         | –       | –       | 33      | 12      |
| «Тампа-Бей Раудіз»        | 2017    | NASL        | 32                     | 15                     | 2                  | 0                  | –         | –         | –       | –       | 34      | 15      |
| «Тампа-Бей Раудіз»        | 2018    | NASL        | 10                     | 4                      | 1                  | 0                  | –         | –         | –       | –       | 11      | 4       |
| «Тампа-Бей Раудіз»        | Загалом | Загалом     | 148                    | 53                     | 11                 | 5                  | –         | –         | –       | –       | 159     | 58      |

## Досягнення
«Левські»
- Професіональна футбольна група «А»
  -  Чемпіон (1): 2008/09

- Суперкубок Болгарії
  -  Володар (1): 2009

### Індивідуальні
- Найкращий бомбардир Професіональної футбольної ліги «Б»: 2005/06
- Найкращий бомбардир Професіональної футбольної ліги «А»: 2007/08[9]
- Найкращий футболіст ПФГ «Б» (зона «Схід»)6 2005/06
- Найкращий футболіст ПФГ «А»: 2007/08
- Золотий м'яч NASL: 2013
- Найкраща 11-ка NASL: 2013
- Гравець місяця в NASL: вересень 2013